# Zarte Schachbrettblume
Die Zarte Schachblume (Fritillaria messanensis subsp. gracilis) ist eine endemische Sippe der Dinariden aus der Familie der Liliengewächse (Liliaceae). Sie ist eine Unterart von Fritillaria messanensis die auch in Italien verbreitet ist. Die Zarte Schachblume ist eine wärmeliebende Art des Mediterrans, die von 600 bis 1700 m Höhe verbreitet ist. Je höher der Standort, umso mehr ist die typische Färbung mit grünen Streifen auf dem Rücken gegeben. Die tieferen Vorkommen sind einfarbig.

Zeichnung von Blüte, Samen und Zwiebel der Zarten Schachblume

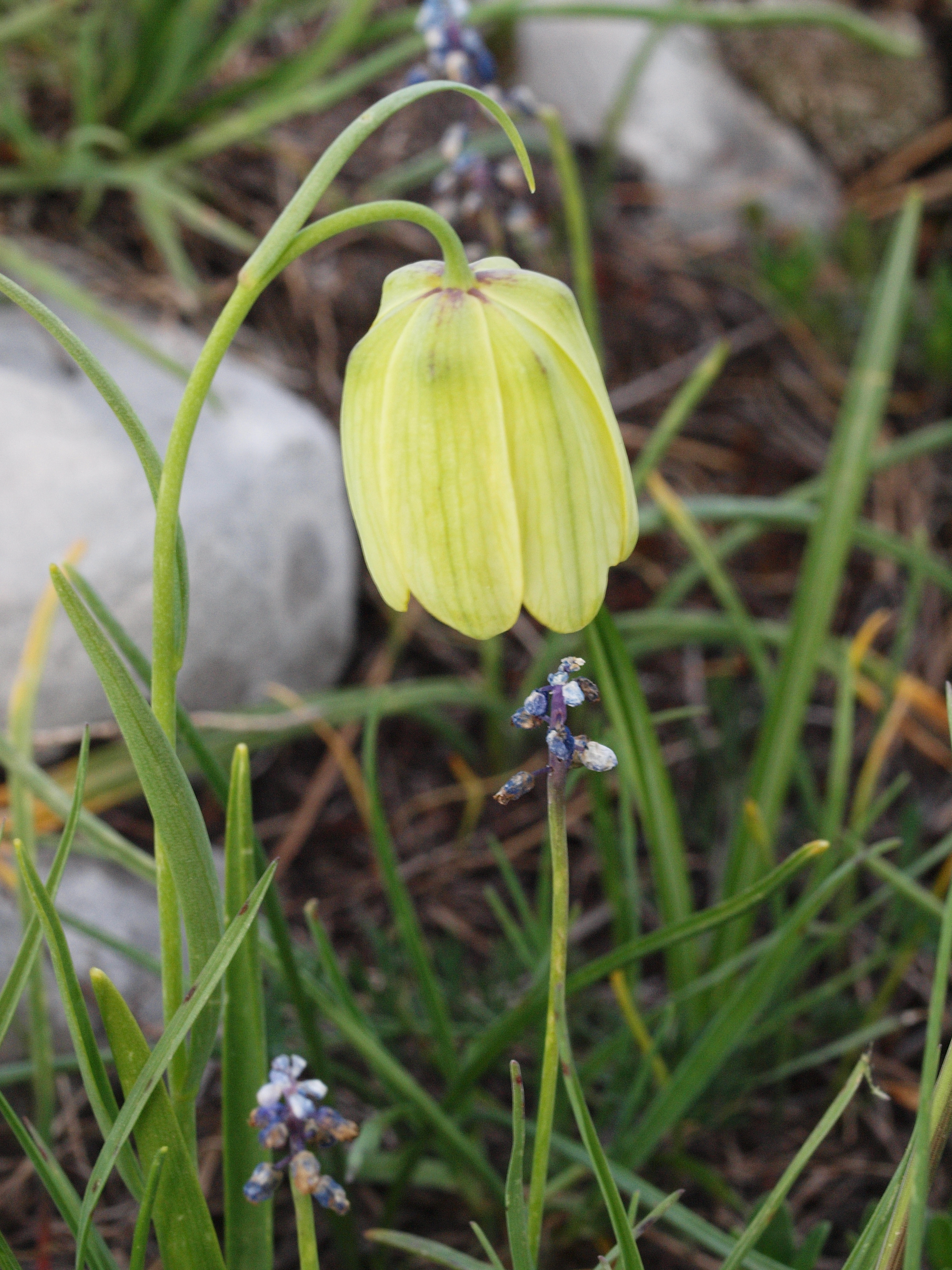
Gelbe Varietät, Orjen, Montenegro

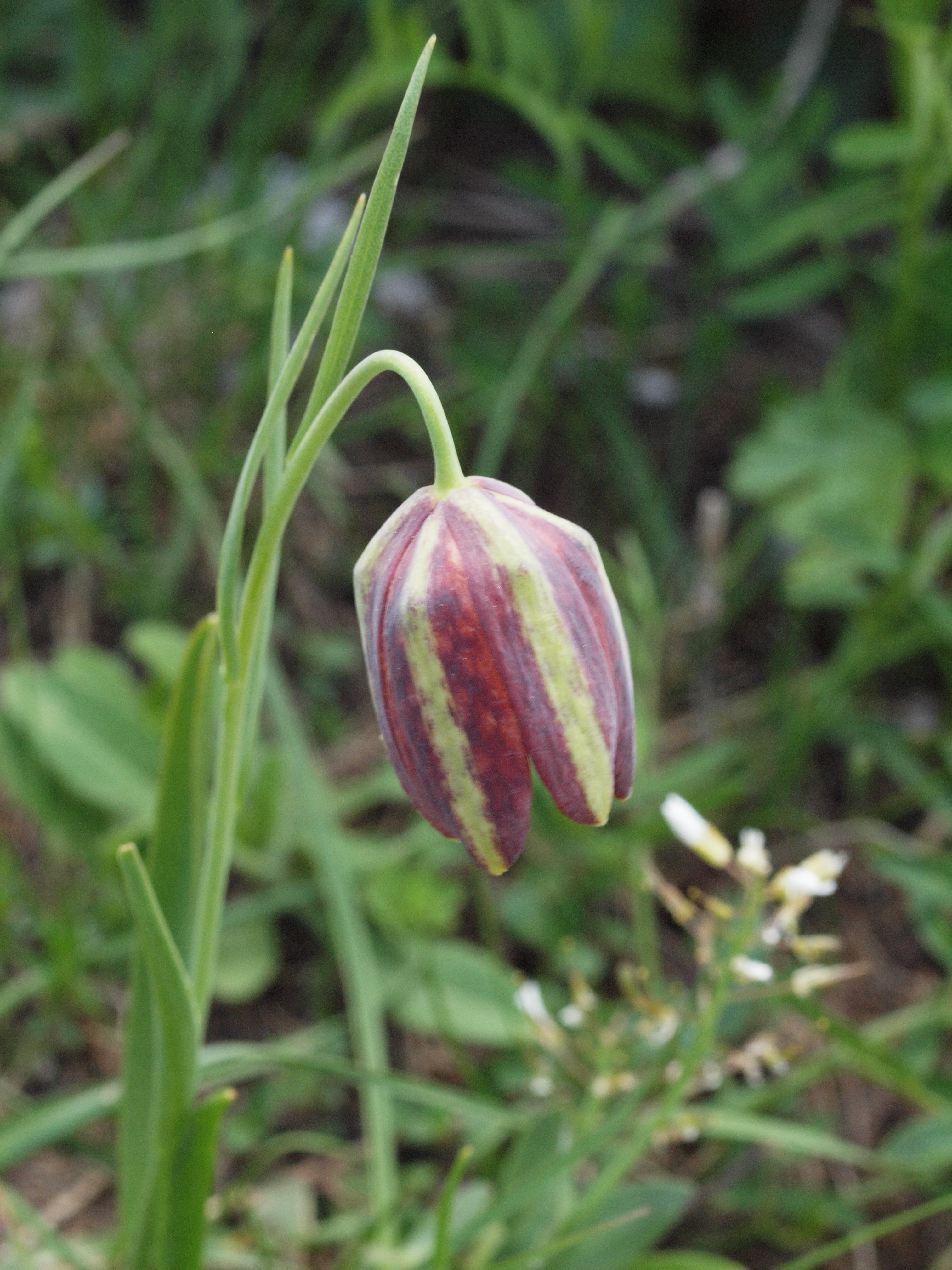
Typische Varietät der oromediterranen Stufe

## Beschreibung
Stängel mit 7 bis 10 linealen Blättern, die untersten 4 bis 9 cm lang und 3 bis 7 mm breit, oft gegenständig, die übrigen wechselständig oder die obersten im Quirl zu dritt. Die Blüten sind nickend, breit glockenförmig, die Perigonblätter 22 bis 32 mm lang, verwaschen schachbrettartig, purpurn gemustert auf dem Rücken mit einem grünen Rand. Die Schachbrettblume bildet kantige Samenkapseln mit zahlreichen Samen aus. Diese sind braun, dünn, ca. 4 bis 5 mm lang und ca. 2,5 bis 3 mm dick, überwiegend unregelmäßig dreieckig oder trapezförmig.
Die Schachblume ist ein vorsommergrüner Geophyt und wächst aus einer Zwiebel. Sie bildet ab dem zeitigen Frühjahr einen mit vier bis fünf schmalen rinnigen, graugrünen Blättern besetzten, zwischen 15 und 30 (–40) cm langen Stängel. Daran entwickeln sich von Mai bis Juni glockenförmige, nach unten hängende Blüten. Diese sind schachbrettartig purpurrot mit grünlich-weißem Streifen.
Die Chromosomenzahl beträgt 2n = 24.

## Verbreitung
Die Zarte Schachblume ist ein Endemit der Dinariden. Sie ist von Kroatien über Bosnien, Montenegro bis Nordalbanien verbreitet. Standorte sind mäßig steile Kalkstandorte auf humoser Rendzina.

## Ökologie
Die Zarte Schachblume ist eine wärmeliebende Pflanze lichter Flaumeichenwälder auf Kalkböden, kommt aber auch im oromediterranen Dinarische Karst-Blockhalden-Tannenwald und Schlangenhaut-Kiefer-Felswald vor. Sie ist Charakterpflanze des litoralen Schlangenhautkieferwaldes im Orjen Gebirge.

## Taxonomie
Die Zarte Schachblume wurde 1842 von Paul Wilhelm Sosistheus Eugen Ebel (1815–1884) in Zwölf Tage Montenegro Band 1, Seite 8, Tafel 1 als Lilium gracile erstbeschrieben. Die Art wurde 1978 von Edward Martyn Rix in Botanical Journal of the Linnean Society Band 76, Seite 356 als Fritillaria messanensis subsp. gracilis  (Ebel) Rix eingestuft. Synonyme sind Fritillaria gracilis (Ebel) Asch. & Graebn. und Fritillaria montana var. gracilis (Ebel) Griseb.

## Gefährdung
Als endemische Art auf die Dinariden (Orjen, Velebit, Prokletije) beschränkt und dort in kleinen Gruppen meist lokal aber zuweilen auch häufiger verbreitet. Sie ist eine Rote Listen Pflanze in Kroatien und wird unter VU (Gefährdet) eingestuft.

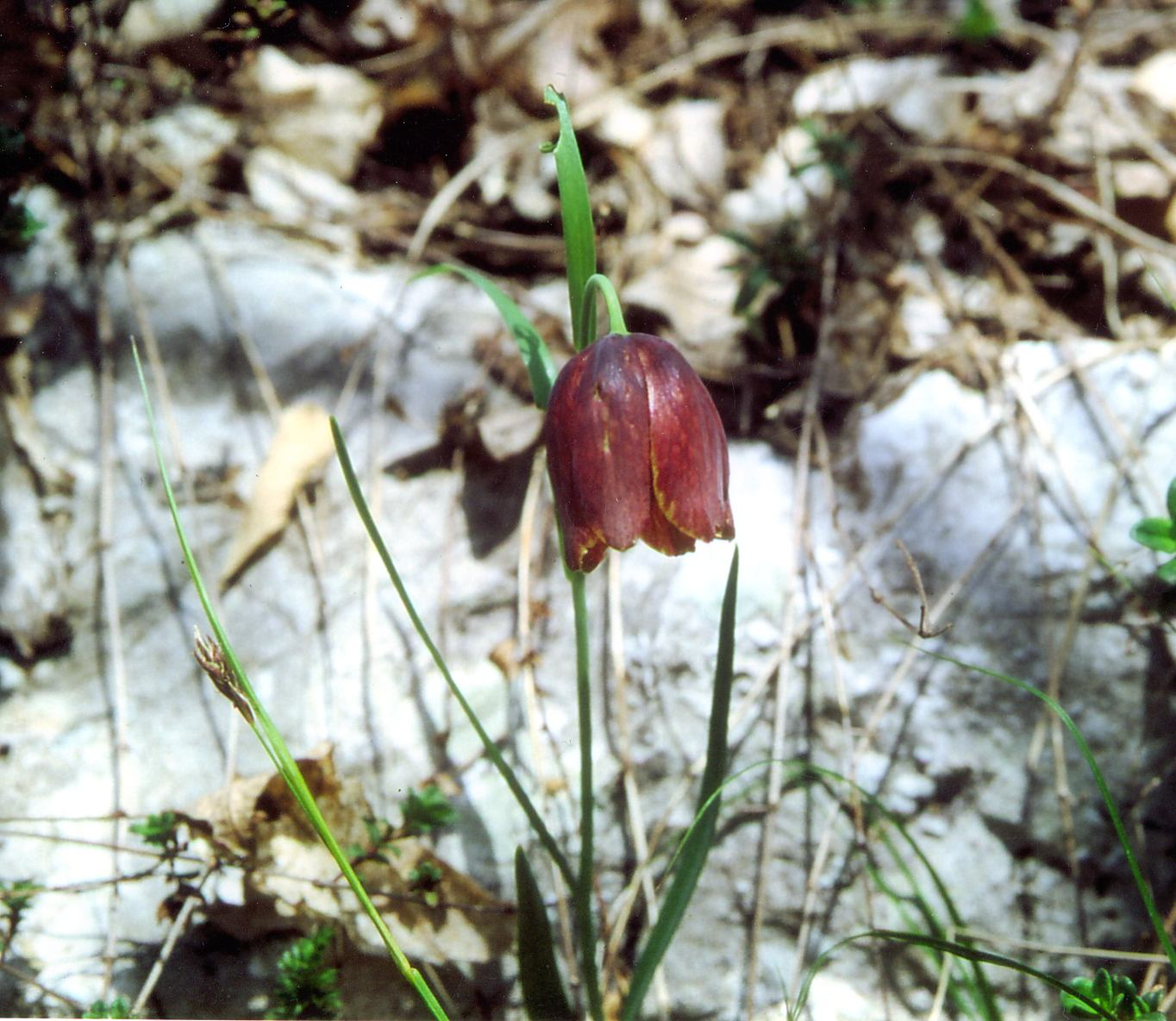
Variante von Fritillaria messanensis subsp. gracilis submediterranen und mediterranen Stufe, Orjen
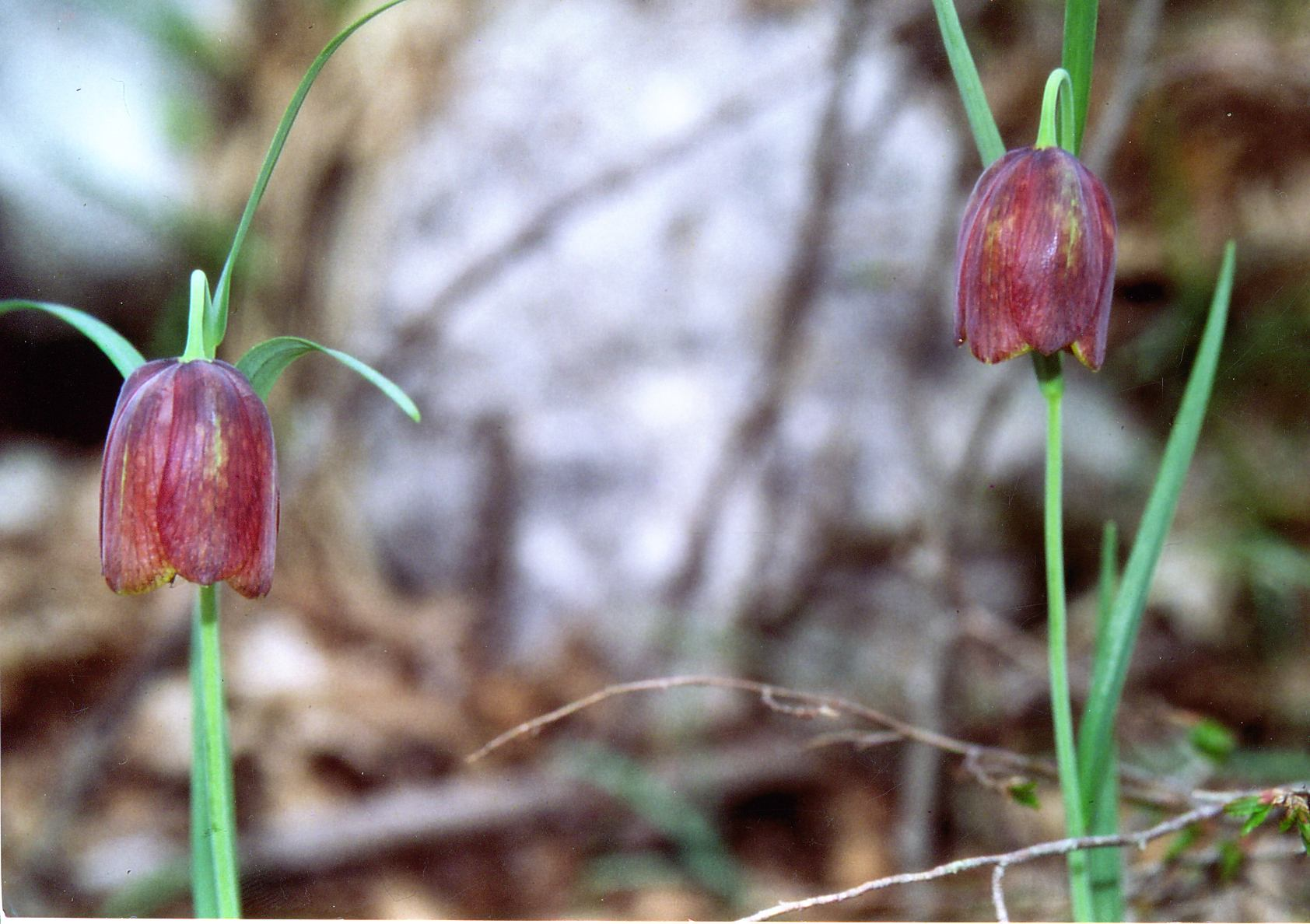
Fritillaria messanensis subsp. gracilis der submediterranen Stufe sind einfarbig dunkelpurpurn
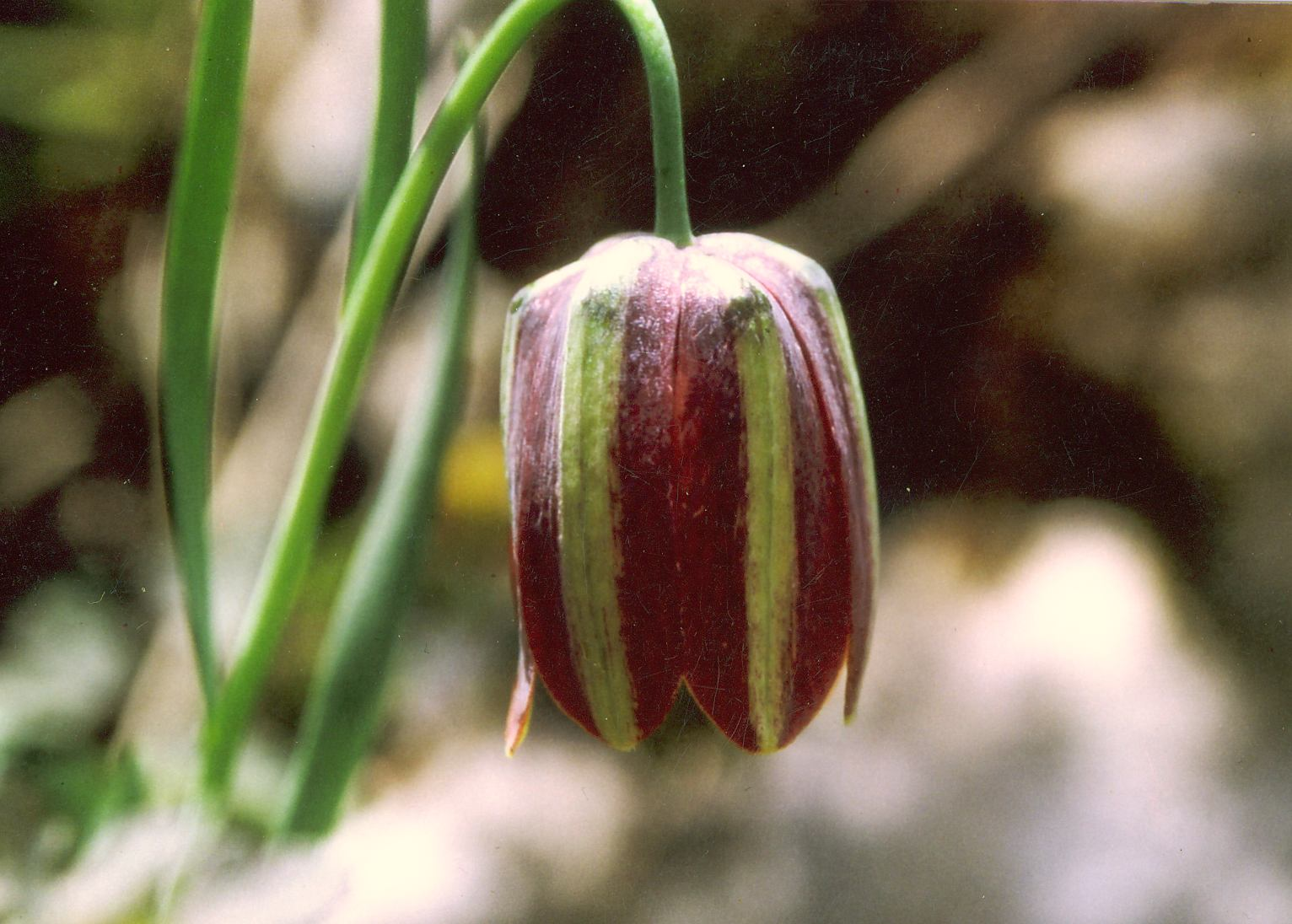
Fritillaria messanensis subsp. gracilis oromediterraner Stufen sind immer mit grünem Streifen, Orjen
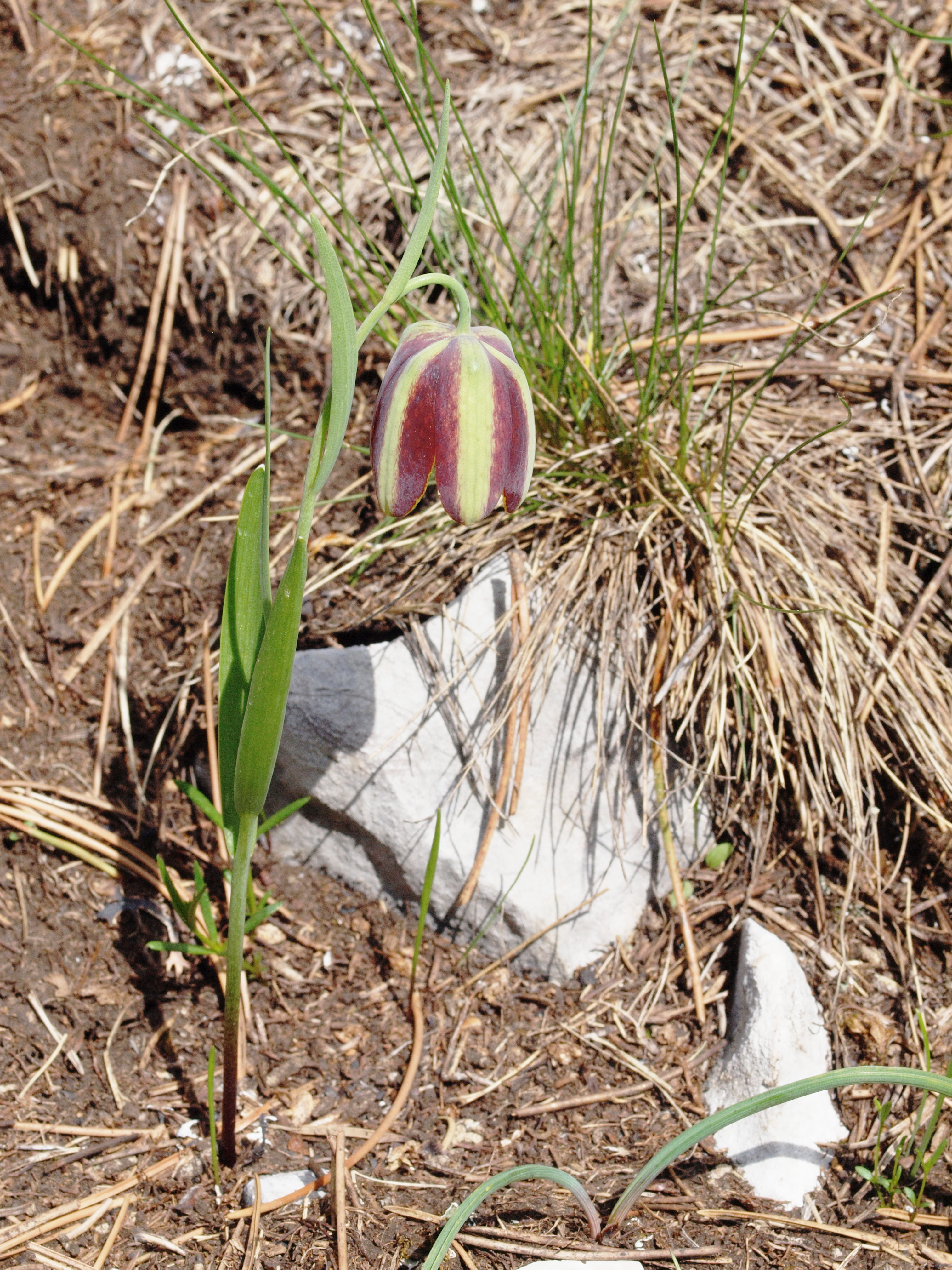
Die Zarte Schachbrettblume ist typisch für oromediterrane Schlangenhautkiefer-Wälder
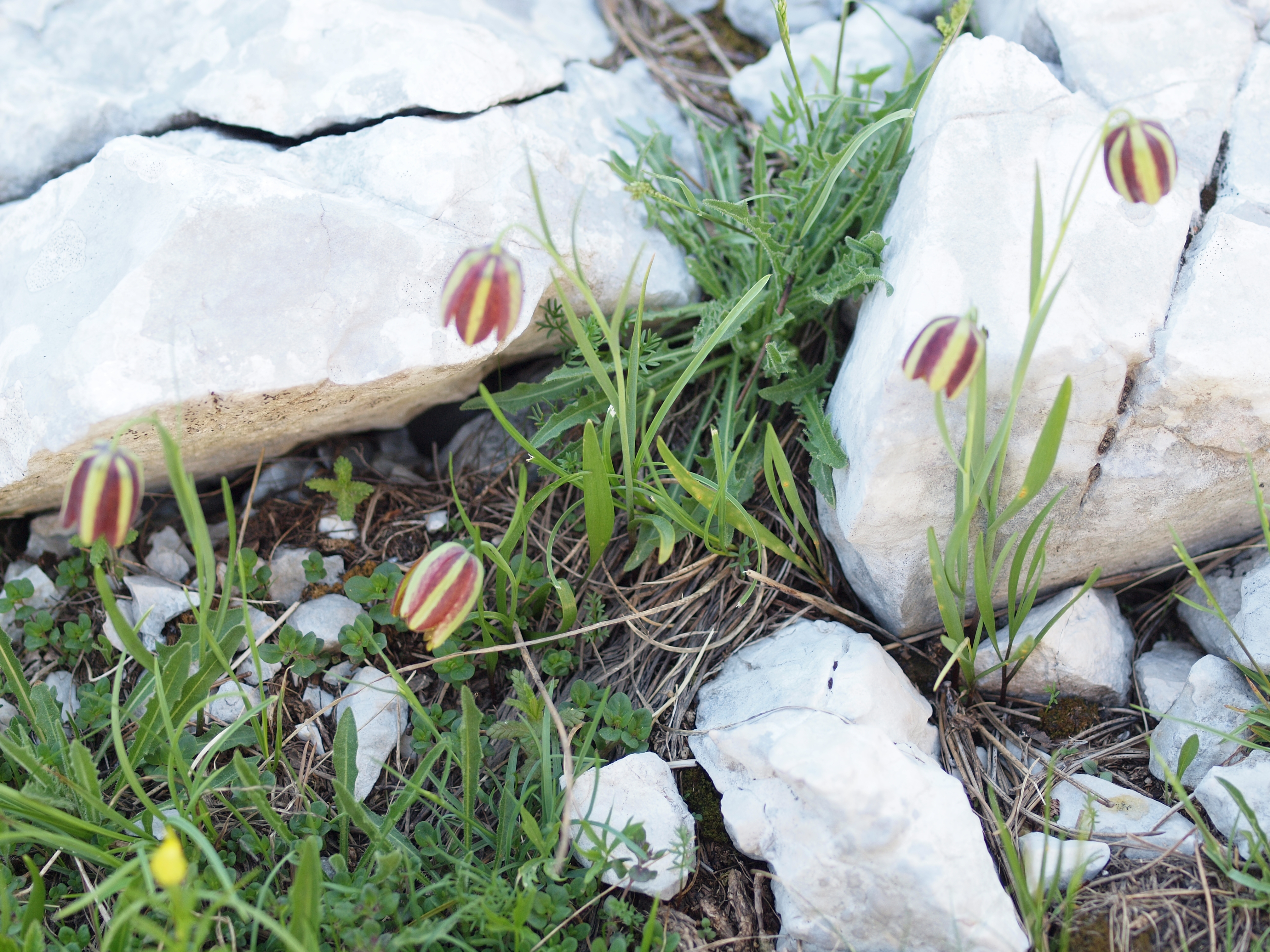
Gruppe von Schachbrettblumen